# Valayam
Valayam es una ciudad censal situada en el distrito de Kozhikode en el estado de Kerala (India). Su población es de 14328 habitantes (2011). Se encuentra a 57 km de Kozhikode.

## Demografía
Según el censo de 2011 la población de Valayam era de 14328 habitantes, de los cuales 6801 eran hombres y 7527 eran mujeres. Valayam tiene una tasa media de alfabetización del 90,97%, inferior a la media estatal del 94%: la alfabetización masculina es del 95,76%, y la alfabetización femenina del 86,70%.